# Международный совет общинных церквей
Международный совет общинных церквей — христианская экуменическая религиозная ассоциация в США.
Базирующийся во Франкфорте, штат Иллинойс, США, совет является основной организацией движения общинных церквей Америки. Совет представлен в основном протестантами и независимыми католиками.

## История
Создание совета обсуждалось церквями с 1946 года. Совет был основан в 1950 году как объединение межконфессиональных общественных, преимущественно либеральных протестантских, общин. В 1957 году, после того как ряд зарубежных общин отказались от членства в этой группе, слово «Международный» было исключено из названия. В 1969 году название было изменено на «Национальный совет общинных церквей». Однако в 1984 году добавление новых иностранных общин побудило вернуться к первоначальному названию.

## Структура
Местные общины полномочны принимать решения в рамках местного совета и определяют его направления деятельности. Общины направляют делегатов на ежегодную конференцию. Каждая поместная церковь имеет право на двух делегатов с правом голоса, из которых оба могут быть мирянами или по одному от мирян и духовенства. Решения о политике совета принимаются делегатами поместной церкви, голосующими на ежегодной конференции.
Совет является членом Национального совета церквей Христа в США и Всемирного совета церквей. В 2010 году в совете было 148 общин с 68 300 верующими. Членство сконцентрировано в основном на Среднем Западе США. Есть несколько приходов в Калифорнии, Нью-Йорке и Флориде. По данным Всемирного совета церквей, в состав совета входят более 100 000 верующих по всему миру.

## Внешние ссылки
- Международный совет общинных церквей — официальный сайт